# Suislepa
Suislepa – wieś w Estonii, w prowincji Viljandi, w gminie Tarvastu.